# Pont suspendu de Deir ez-Zor
Le pont suspendu de Deir ez Zor est un pont de Syrie situé à Deir ez-Zor construit entre 1927 et 1929 et détruit en 2013.

## Historique
Le pont suspendu de Deir ez-Zor est un pont de type pont à haubans sur l'Euphrate construit entre 1927 et 1929 durant la période du mandat français en Syrie.
Ce pont piétonnier suspendu est un des deux ponts modèle Gisclard construits en Syrie par l'armée française, avec celui de Souvar sur le Khabour. Il est constitué de quatre pylônes et cinq travées.
Symbole de la ville de Deir ez-Zor, il a gardé le surnom de « pont des Français ».
Il est détruit le 2 mai 2013, lors de la guerre civile syrienne.